# McMechen
McMechen es una ciudad ubicada en el condado de Marshall en el estado estadounidense de Virginia Occidental. En el Censo de 2010 tenía una población de 1926 habitantes y una densidad poblacional de 889,51 personas por km².

## Geografía
McMechen se encuentra ubicada en las coordenadas 39°59′12″N 80°44′1″O / 39.98667, -80.73361. Según la Oficina del Censo de los Estados Unidos, McMechen tiene una superficie total de 2.17 km², de la cual 1.48 km² corresponden a tierra firme y (31.7%) 0.69 km² es agua.

## Demografía
Según el censo de 2010, había 1926 personas residiendo en McMechen. La densidad de población era de 889,51 hab./km². De los 1926 habitantes, McMechen estaba compuesto por el 97.72% blancos, el 0.99% eran afroamericanos, el 0.21% eran amerindios, el 0.21% eran asiáticos, el 0% eran isleños del Pacífico, el 0.1% eran de otras razas y el 0.78% pertenecían a dos o más razas. Del total de la población el 1.04% eran hispanos o latinos de cualquier raza.